# Шашвереш
Шашвереш (рум. Șașvereș) — село у повіті Харгіта в Румунії. Входить до складу комуни Прайд.
Село розташоване на відстані 249 км на північ від Бухареста, 59 км на захід від М'єркуря-Чука, 115 км на схід від Клуж-Напоки, 109 км на північ від Брашова.